# Kazimierz Pułaski
Kazimierz Michał Władysław Wiktor Pułaski (angolul: Casimir Pulaski; Varsó, 1745. március 4. vagy 6. – Savannah, Georgia, 1779. október 11.) lengyel nemes és katonai parancsnok. Magyar barátjával, Kováts Mihállyal együtt az „amerikai lovasság atyjának” nevezik. 
Apja nyomdokain járva korán érdeklődni kezdett a politikai, katonai és függetlenségi ügyek iránt. Katonai parancsnokként részt vett a lengyel–litván unióban egyre erősödő orosz hatalmi befolyás ellen meghirdetett bari konföderáció harcaiban. A felkelés bukása után száműzetésbe kényszerült.
Benjamin Franklin biztatására Észak-Amerikába vándorolt, hogy bekapcsolódjon az amerikai függetlenségi háború küzdelmeibe. A háború egész ideje alatt kitüntette magát, különösen azzal, hogy egy ízben megmentette George Washington életét. Miután kinevezték a kontinentális hadsereg tábornokává, barátjával, Kováts Mihállyal együtt létrehozta a Pułaski lovassági légiót, megújítva ezzel az amerikai lovasságot.
Savannah ostrománál, miközben bátor támadást indított a brit erők ellen, súlyosan megsebesült és röviddel később meghalt.
Mind Lengyelországban, mind az Egyesült Államokban számos hely, esemény és műalkotás őrzi az emlékét. Egyike azon nyolc embernek, akik tiszteletbeli amerikai állampolgárságot kaptak. Hírneve ellenére viták alakultak ki születése és elhalálozása helyéről és idejéről.
Nem házasodott meg és nem voltak leszármazottai. Modern DNS-vizsgálatok szerint lehetséges, hogy Pułaski biológiai értelemben nő volt, csak férfiként élt vagy interszexuális lehetett.

## Magánélete
A családi udvarházban született Varsóban, Marianna Zielińska és Józef Pułaski második fiaként. Apja a Korona Bíróságán ügyvédkedett és Warka elöljárója volt, így a város előkelőségéhez tartozott.
Pułaski első iskolája egy varsói elitkollégium volt, amit a katolikus egyház vallási rendje szerint a theatinusok vezettek. Tanulmányait azonban nem fejezte itt be.
Feltételezések szerint szabadkőműves volt, aki az USA-ban mester fokozatot szerzett, és akit szabadkőműves tiszteletadással temettek el. Tényleges tagságára azonban nincs bizonyíték.

## Katonai karrierje

### Kezdetek
Katonai pályafutását 1762-ben Károly Krisztián kurföldi és zemgalei hercegnek, a lengyel király vazallusának szolgálatában kezdte. Hat hónapot töltött a mitaui hercegi udvarban. Amikor az udvart elfoglalták az orosz erők, visszatért Varsóba. Apja ekkor nekiadta Zoleińce falut Podóliában, így a térség közigazgatási elöljárója (sztaroszta) lett.

### Bari konföderáció
Családjával részt vett az új lengyel uralkodó, II. Szaniszló Ágost 1764-es megválasztásában. 1767 decemberében Pułaski és az apja csatlakozott a bari konföderációhoz, amely Szaniszló királyt orosz bábként látta, és arra törekedett, hogy az orosz hegemóniát lefékezze a Nemzetközösség felett. A konföderáció szemben állt a Lengyelországban állomásozó orosz erőkkel. Pułaski fegyveres egységet alakított, és 1768. február 29-én aláírta a konföderáció aktusát, így a mozgalom hivatalos támogatójának nyilvánította magát. Március 6-án megkapta ezredesi rangját, és egy lovassági zászlóalj parancsnoka lett. Márciusban és áprilisban a lengyel hadseregben agitált, sikeresen meggyőzve néhány egységet, hogy csatlakozzanak a konföderációhoz. Április 20-án volt az első ütközete Pohorełe közelében. Győzelemre vitte csapatát, akárcsak április 23-án Starokonstantynów közelében egy másik ütközetet. 
A Kaczanówka április 28-án bekövetkezett elkötelezettsége vereséget eredményezett. Május elején ő bevonult Chmielnikre, de visszavonulásra kényszerült, amikor a szövetséges megerősítések győztek. Visszavonult egy berdyczówi kolostorba, amelyet a királyi erők több mint két hétig ostrom alatt tartottak június 16-ig. Végül kénytelen volt átadni, és fogságba ejtették az oroszok. Június 28-án szabadságvesztésre került, cserébe a zálogjogért, hogy nem fog felvenni fegyvereket a konföderációval, és hogy a Konföderációkat lobbantja az ellenségeskedések megszüntetésére. Mindazonáltal Pułaski úgy ítélte meg, hogy az ígéret nem kötelezi, és erre vonatkozóan nyilvános nyilatkozatot tett, miután a konföderáció táborát július végén elérte. A zálogjognak való megfelelés elsősorban gyengítette a konföderációi hatalma és népszerűségét, és a saját apja mérlegelte, hogy bíróság elé állítja-e vagy sem; néhány heves vitát követtek, és Pułaski csak szeptember elején állt aktív tevékenységbe.
1769-ben a Pułaski egységét ismét számszerűen erősebb erők támadták meg, ezúttal Okopy Świętej Trójcy régi erődjében, amely az előző év decemberi működésének bázisaként szolgált. Azonban határozott védelem után képes volt megtörni az orosz ostromot. Április 7-én a Krakkói vajdaság regimentarzja lett. Májusban és júniusban Przemyśl közelében működött, de nem vitte el a várost. Bizonyos szövetségi szövetségesei által kritizálták, Pułaski június 3-án távozott Litvániába szövetségeseivel és mintegy 600 férfival. Ott Pułaski megpróbált nagyobb lázadást kezdeményezni Oroszország ellen; annak ellenére, hogy nem volt döntő katonai siker, képes volt összegyűjteni egy 4000 fős hadsereget, és visszaadni egy konföderációs állomáshelyre. Ez az expedíció nemzetközi hírnevet kapott, és így a bari konföderáció egyik leghatékonyabb katonai vezetőjeként hírnevet szerzett. Ezután Zamość felé költözött, és – miután majdnem elvesztette az életét a jövő általános Alekszandr Szuvorov tábornoknak az Orekhowa katasztrofális csatájában – a következő napon, szeptember 15-én ismét legyőzte a włodawai harc az erőivel szinte teljesen eloszlott. Az év hátralévő részében lengyel Kárpátalja régiójában újraépítette alakulatát.
1770 februárjában Pułaski közeledett Nowy Targhoz, és márciusban segített a Józef Bierzyński lázadásának leverésében. Izbiben alapították, később Lengyelország déli részén működött és május 13-án erőszakot legyőzött a dęborzyni csatában. Június 9-10-én, Prešovban, más konföderációs vezetők konferenciáján találkozott II. Józseffel, német-római császárral, aki üdvözölte Pułaskit a cselekedeteiben. Július 3-4-én Pułaski táborát Johann von Drewitz elfogta, és kénytelen visszavonulni Ausztriába. Augusztus elején találkozott a francia külügyminiszterrel, Charles-François Dumouriez-vel. Figyelmen kívül hagyta azt a parancsot, hogy Lanckoronát vegye fel, és inkább Krakkóban, augusztus 31-én este tett együttműködést Michał Walewskivel. Ezután elindult Częstochowához. Szeptember 10-én, a Walewski mellett, átvette a Jasna Góra-i kolostort. Szeptember 18-án találkozott Franciszka z Krasińskával, a Krasiński család arisztokratájával és Szászországi Károly feleségével, Courland herceggel; lenyűgözte, és ő lesz az egyik védője. Körülbelül szeptember 22-24-én Walewski lett Jasna Góra parancsnoka, amely gyengítette Pułaskit. Mindazonáltal továbbra is a Jasná Góránál és környékén állomásozó konföderációs csapatok de facto parancsnokaként folytatta. 1771. szeptember 10-én és 1771. január 14-én Pułaski, Walewski és Józef Zaremba megparancsolták a lengyel erőket a Jasna Góra kolostor ostroma alatt. Sikeresen védekeztek Drewitz ellen egy sor elkötelezettséggel, a legnagyobbat november 11-én, majd ostrom követte december 31-től január 14-ig. Jasna Góra védelme tovább fokozta hírnevét a konföderációk és külföldön. Született egy népszerű konföderációs dal, amely Drewitzet gúnyolta, Pułaskit és Jasna Górát említő dalszövegeket is tartalmazott. Pułaski Drewitzet akarta folytatni, de egyre növekvő ellentmondás volt közöttük és Zarembával, ami meggátolta, hogy ez valóságos lehetőség legyen.
1771 februárjában a Pułaski üzemelt Lublin környékén; február 25-én Tarłówban győzedelmeskedett, és február 28-án és március 1-én este éjfélkor az övéi Kraśnikot ostromolták. Ez év márciusában a konföderáció katonai tanácsának tagja lett. Dumouriez, aki a szövetségesek katonai tanácsadójává vált, abban az időben „spontán, büszkébb, mint ambiciózus, a kurlandi herceg barátnője, a Potocki család ellensége, bátor és becsületes”, és más parancsnokok körében népszerű. Ez annak köszönhető, hogy megtagadta a parancsokat, és betartja a fegyelmet. Jędrzej Kitowicz, aki akkoriban találkozott vele, rövidnek és vékonynak ígérte, ingerült és gyorsan beszélt, és nem volt érdekelt a nőkben és ivott. Továbbá élvezte az oroszok elleni harcot minden más fölött, és annyira merészkedett, hogy elfelejtette a harcok biztonságát, ami a csatatéren elszenvedett számos kudarcát eredményezte.
1771 májusában Pułaski Zamośćba indult, és nem hajlandó összehangolni a Dumouriez-val való együttműködést Alekszandr Szuvorov ellen; Pułaski támogatása nélkül a konföderációsokat legyőzték a lanckoronąi csatában. Pułaski erői győzedelmeskedtek a majdanyi csatában, és rövid idő alatt Zamośćot ostromolták, de Szuvorov megkönnyebbült. Visszavonult, súlyos veszteségeket szenvedett Częstochowa felé. Július 27-én, Franciszka Krasińska nyomására, kijelentette, hogy ettől kezdve szigorúan betartja a konföderáció azon utasításait, amelyeket korábban rendszerint figyelmen kívül hagyott. Októberben megemelkedett a háborús tanácsban betöltött felelőssége, és ugyanabban a hónapban bekapcsolódott a Poniatowski király elrablására irányuló tervbe. Pułaski kezdetben ellenezte ezt a tervet, de később támogatta, azzal a feltétellel, hogy a királyt nem károsítják. A kísérlet kudarcot vallott, rontotta a konföderációk nemzetközi megítélését, és amikor Pułaski bevonása az emberrablás kísérletévé vált, az osztrákok kiutasították területükről. Częstochowában töltötte a következő téli és tavaszi időszakot, amely során számos követőjét legyőzte, elfogták vagy megölték.
1775. május 31-ére – Pułaski aki egyre inkább eltávolodott a konföderáció többi vezetőjétől, elhagyta a Jasna Górát, és Poroszországhoz tartozó Sziléziába ment. Időközben a bari konföderációt legyőzték, a legtöbb harc véget ért a nyár folyamán. Összességében Pułaskit úgy tekintették, mint az egyik leghíresebb és legeredményesebb konföderációs vezetőt. Ugyanakkor gyakran önfejűen viselkedett, nem engedelmeskedett a konföderáció parancsainak, és a zsarnokosok (köztük Dumouriez is) hírnevet szerzett az „elszabadult hajóágyú”-ról.
Poroszország elhagyásával Pułaski menedéket keresett Franciaországban, ahol sikertelenül próbált csatlakozni a francia hadsereghez. 1773-ban ellenfelei Lengyelországban azzal vádolták, hogy gyilkosságot kísérelt meg, és az eljárás a júniusi Sejm Bíróságnál kezdődött.
Maga Poniatowski figyelmeztette Pułaskit, hogy tartsa távol magát Lengyelországtól, vagy az életét kockáztatja. A júliusi távollétében kihirdetett bírósági ítélet minden „méltóságot és becsületet” elzárta Pułaskit, követelte, hogy birtokait elkobozzák és halálra ítélhessék. Az orosz–török háború idején megpróbálta felépíteni a szövetségi haderőt az Oszmán Birodalomban, de mielőtt bármilyen előrehaladást tudott volna elérni, a törököket legyőzték, és alig bírt elmenekülni a tengeren Marseille-be, Franciaországba. Nehéz helyzetben találta magát, és képtelen volt találni egy hadsereget, amely felvette volna soraiba. 1775-ben Franciaországban töltötte, időnként bebörtönöztek adósságai miatt, amíg szövetségesei nem gyűjtöttek elég pénzt a szabadon bocsátására. Körülbelül akkoriban barátja, Claude-Carloman de Rulhière erőfeszítéseinek köszönhetően a La Fayette márki és Benjamin Franklin (akivel 1777 tavaszán találkozott) beszervezték az amerikai függetlenségi háború ügyének szolgálatába.

### Északi Front
Franklint lenyűgözte Pułaski, és ezt írta róla: „Lengyelországban Pułaski gróf, a bátorságáról Európa-szerte híres katonatiszt, aki országa szabadságát védte Oroszország, Ausztria és Poroszország három nagyhatalmi erejével szemben. Nagyon hasznos lehet a szolgálatunk számára.” Ezt követően azt javasolta George Washington tábornoknak, hogy fogadja Pułaskit önkéntesként a kontinentális hadsereg lovasságába, és kijelentette, hogy Pułaski Európa szerte elismerte bátorságát és szabadságra való törekvéseit". Pułaski júniusban távozott Nantes-ből Franciaországból, és 1777. július 23-án érkezett a massachusettsi Marbleheadbe, Boston környékén. Érkezése után Pułaski Washingtonnak ezt írta: „Ide jöttem, ahol a szabadságot védik, szolgálják és élnek vagy meghalnak érte”.
Augusztus 20-án találkozott Washingtonnal a Philadelphia melletti Neshaminy Falls-i központjában. Megmutatta a lovaglási mutatványait, és vitatkozott a lovasság felettese fölött a gyalogságról. Mivel Washington képtelen volt tisztségviselőt adni neki, Pułaski a következő néhány hónapban Washington és az Egyesült Államok Kongresszusa között utazott Philadelphiába, és várta kinevezését. Első katonai akciója 1777. szeptember 11-e, a brandywine-i csata volt. Amikor a kontinentális hadsereg csapatai elkezdtek fellépni, mintegy 30 emberrel megbeszélést tartott Washington testőreivel, és arról számolt be, hogy az ellenség igyekszik elvágni a visszavonulási utat. Washington megparancsolta neki, hogy minél több a szétszórt csapatot gyűjtsön össze, akik az útjába kerülnek, és saját belátása szerint akadályozzák őket a hadsereg visszavonulása érdekében. A későbbi vád megakadályozta a kontinentális hadsereg lovasainak a katasztrofális vereségét, amellyel Amerikában hírnevet szerzett, és megmentette George Washington életét. Ennek eredményeképpen, 1777. szeptember 15-én Washingtonban a kongresszusi gyűléskor Pułaskit dandártábornokká léptették elő, a kontinentális hadseregben. Ebben az időpontban a lovasság csak néhány száz fős volt, négy ezredbe szervezve. Ezek az emberek szét voltak szórva számos gyalogsági egység között, és elsősorban felderítési feladatokra használták őket. Pułaski azonnal megkezdte a lovasság megalakításának munkáját, és megfogalmazta az alapítás első szabályait.
A Pułaski alatt tevékenykedő amerikai tisztek nehézségekbe ütköztek olyan külföldiektől, akik alig tudtak angolul beszélni, és akiknek fegyelmezési és taktikai elképzelései nagyban különböztek attól amelyekhez hozzászoktak. Ez súrlódást eredményezett az amerikaiak, Pułaski és lengyel tisztjei között. Ugyancsak elégedetlenség volt az egységben a fizetés késedelme miatt, és Pułaski uralkodó személyiségében, rendszeres elégedetlenség volt társai, felettesei és alárendeltjei között. Pułaski szintén elégedetlen volt abban, hogy nem fogadták el az ulánusegység létrehozására vonatkozó javaslatát. Annak ellenére, hogy Wayne-től dicséretet kapott, ezek a körülmények arra ösztönözték Pułaskit, hogy 1778 márciusában lemondjon parancsnokságáról, és visszatérjen a Valley Forge-ba.
Pułaski Yorktownba ment, ahol találkozott Horatio Gates tábornokkal, és javaslatot tett egy új egység létrehozására. Gates ajánlásánál a kongresszus megerősítette korábbi kinevezését, dandártábornok rangját, a lovasság parancsnoka különleges címével, és engedélyezte a 68 ulánusból (lancer) és 200 könnyű gyalogosból álló egység létrehozását. Ez a testület, amelyet Pułaski Lovassági Légiónak hívtak, elsősorban Baltimore-ban állomásozott, ahol székhelye volt. Henry Wadsworth Longfellow később megemlékezett a versében, a Légió zászlójának felszenteléséről. 1778 augusztusáig 330 embert toborzott, mind az amerikaiak, mind a külföldiek. Charles Lee tábornok megjegyezte a légió képzésének magas színvonalát. Az „amerikai lovasság atyja” sok emberét követelte, és tesztelt lovassági taktikákat tanított. A saját pénzét felhasználta, amikor a kongresszus pénzét szűkösnek találta, hogy biztosítsa a legjobb felszerelést és a személyes biztonságát. Azonban később abban az évben vitát váltottak ki a légió pénzügyeivel és a helyi lakossággal szembeni követelésekkel kapcsolatban. A könyvvizsgálóval egészen haláláig folytatódtak a gondok; Pułaski panaszkodott, hogy nem kapott megfelelő pénzeszközöket, akadályozta a helyiek és a tisztviselők munkáját, és hogy kénytelen volt saját pénzét költeni. Nem volt tisztázva ezek a vádak alól, halála után sem.
Ősszel Pułaskit a Little Egg Harbourba rendelték, ahol az október 15-én, a Little Egg Harbour ügyében ismert, a légió súlyos veszteségeket szenvedett el. A következő telet Pułaski az akkoriban New Jersey̟-hez tartozó Minisinkben töltötte. Az irokézek elleni büntető Sullivan-expedícióban való részvételre rendelt, elégedetlen volt ezzel a paranccsal, és nem mérlegelte, hogy elhagyja a szolgálatot és térjen vissza Európába. Ehelyett azt kérelmezte, hogy átkerüljön a déli frontra. 1779. február 2-án, Washington áthelyezte Dél-Karolinába.

### Déli front
Pułaski 1779. május 8-án Charlestonba érkezett, válságban találta a várost. Benjamin Lincoln tábornok, a déli hadsereg parancsnoka vezette a hadsereg nagy részét Augusta, Georgia felé, hogy megkísérelje visszaszerezni a Savannah-t, amelyet a britek 1778-ban elfoglaltak. A brit parancsnok, Augustine Prevost dandártábornok válaszolt Lincoln mozgására, amikor egy Savannah-i Savannah-folyón keresztül egy Savannah-i hadjáratot indított. A dél-karolinai katonaság visszahúzódott a brit előrehaladást megelőzően, és Prevost erői követték őket egészen Charlestonig. Pulaski ugyanúgy érkezett, ahogyan a katonai vezetők létrehozták a város védelmét. Amikor a britek május 11-én előrehaladtak, Pułaski-légió előmozdította a brit haderő elemeit, és a találkozás során rosszul megfulladt. A légió gyalogsága, amely csak mintegy 60 embert számlál a csatározás előtt, gyakorlatilag kiirtották, és Pułaski kénytelen volt visszavonulni a város fegyvereinek biztonságára. Bár egyes történészek ezt az akciót hitelesítik Prevost azon döntésével, hogy másnap visszavonulnak Savannah felé (a Charleston esetleges átadásának folyamatban lévő tárgyalása ellenére), ez a döntés valószínűleg a híreken alapul. Prevost megkapta, hogy Lincoln nagyobb ereje visszatért Charlestonba, hogy szembenézzen vele , és hogy Prevost csapata tovább ment, mint eredetileg. Egy korai történész bírálta Pułaski akcióit az elkötelezettség alatt "rosszul ítélve, rosszul vezetett, szégyenteljes és katasztrofálisnak". Az epizód kevés stratégiai következménye volt, és kevéssé növelte Pułaski-egység hírnevét. Pułaski halálosan megsebesült a kartácstól.
Habár Pułaski sokszor szenvedett a maláriától Charlestonban, aktív szolgálatban maradt. Szeptember elején Lincoln felkészült arra, hogy kísérletet indítson a Savannah francia segítségnyújtásra. Pułaskit Augustanak rendelték el, ahol Lachlan McIntosh tábornokot kellett volna egyesítenie. Összehangolt erők Lincoln hadseregének előrejelzésére szolgáltak. Pułaski elfoglalta egy brit előőrsét az Ogeechee folyó közelében. Egységei ezután elővigyázatosak voltak a szövetséges francia egységek számára, Charles Hector admirálisnak, Estaing grófjának. Kiváló szolgáltatásokat nyújtott Savannah ostromában, és az október 9-i támadás során megparancsolta az egész francia és amerikai lovasságot.

### Halála és temetkezése
A lovasroham során a francia erők menekülésének kísérletezésénél Pułaski halálosan megsebesült egy kartácstalálattól. A kartácslövedék Savannah-i Georgiai Történelmi Társaságnál van kiállítva. A Charlestoni Múzeumnak is van egy kartácslövedéke amely megsebesítette Pułaskit. A sebesült Pułaskit elvitték a csatatérről, a dél-karolinai privatérhajó Wasp fedélzetén, Samuel Bulfinch százados parancsnoksága alatt. Két nappal később meghalt, többé nem nyerte vissza eszméletét. Halálát, amelyet az amerikai függetlenség-pártiak hősiesnek tartottak, tovább erősítette hírnevét Amerikában.
Pułaski temetkezési idejének és helyének történelmi elszámolása jelentősen változik. Számos kortárs beszámoló szerint tanúk voltak, köztük Pułaski táborozói is, hogy Pułaski október 21-én Charlestonban szimbolikus temetést kapott, miután a tengeren temették el. Más tanúk, köztük a Samuel Bulfinch a Wasp kapitánya azt állította, hogy a sebesült Pułaskit később elvitték a hajóról, és egy Greenwich nevű ültetvényre Thunderboltban, Savannah közelében, ahol meghalt és eltemették.
1825 márciusában az Egyesült Államokban megrendezett nagyszabású körútján La Fayette személyesen helyezte el a Casimir Pułaski-emlékmű alapkövét Georgiában, Savannah-ban. Pułaskit állítólag Monterey Square-ben maradt, 1996-ban exhumálták, és egy törvényszéki vizsgálatban megvizsgálták. A nyolcéves vizsgálat, beleértve a DNS-elemzést, végtelenül véget ért, bár a csontváz megfelel Pułaski életkorának és foglalkozásának. A koponya homlokán gyógyult sebek összhangban vannak a Pułaski-féle harcban elszenvedett sérüléssel kapcsolatos történelmi feljegyzésekkel, valamint a bal oldalsó arcú csontvesztéssel kapcsolatban, amelyről úgy gondolják, hogy jóindulatú daganat okozta. A maradványokat 2005-ben katonai tiszteletadással temették vissza.

## Emlékezete
- Bár az Egyesült Államok Kongresszusa már 1779. október 29-én határozatot fogadott el a róla való méltó megemlékezésről, Pułaski első emlékművét csak 1854-ben állították fel.
- 1793-ban Lengyelországban Pułaski hozzátartozója, Antoni Pułaski felmentette bátyját az 1773. évi elítélése alól.
- Számos lengyel szerző mellett Adam Mickiewicz, Juliusz Słowacki és Józef Ignacy Kraszewski is megemlítette a műveiben.
- 1867-ben felállították a mellszobrát a Capitoliumban, az amerikai hősök szobrainak sorában.
- 1910. május 11-én William Howard Taft amerikai elnök újabb szobrot avatott fel a tiszteletére a Kongresszus támogatásával.
- 1929-ben a Kongresszus október 11-ét "Pułaski Emléknapnak" nyilvánította. Ezen a napon nagyszabású felvonulást tartanak a New York-i Fifth Avenue-n. Illinois államban és másutt március első hétfőjén tartják a Pułaski-napot. Ezen kívül Lengyelországban és az Egyesült Államokban évről-évre megünneplik születésének és halálának évfordulóját.
- 1931-ben Władysław Konopczyński lengyel történész monográfiát írt Pułaskiról, megjegyezve, hogy az egyik legsikeresebb lengyel volt olyanokkal egy sorban, mint Tadeusz Kościuszko, Stanisław Żółkiewski, Stefan Czarniecki és Józef Poniatowski herceg.
- 2009-ben a kongresszus közös állásfoglalást fogadott el Pułaski tiszteletbeli amerikai állampolgárságáról, amit Barack Obama elnök jóváhagyott. Pułaski a hetedik tiszteletbeli állampolgársággal rendelkező személy lett.
- Az Egyesült Államokban számos megye, település, utca, park, építmény, továbbá oktatási, akadémiai és lengyel–amerikai intézet, valamint hadihajók és tengeralattjárók viselik a nevét. Szobra található Washingtonban, Providence-ben, Hartfordban.

## Fordítás
- Ez a szócikk részben vagy egészben  a   Casimir Pulaski című angol Wikipédia-szócikk ezen változatának fordításán alapul.  Az eredeti cikk szerkesztőit annak laptörténete sorolja fel. Ez a jelzés csupán a megfogalmazás eredetét és a szerzői jogokat jelzi, nem szolgál a cikkben szereplő információk forrásmegjelöléseként.